# Herbert Chapman
Herbert Chapman (19 de Janeiro de 1878 – 6 Janeiro de 1934) foi um jogador e técnico de futebol inglês. Apesar de não ter se destacado como atleta, foi um dos técnicos de maior êxito e influência no futebol inglês do início do século XX, até à sua morte repentina em 1934.
Como jogador, Chapman atuou em alguns clubes da Football League e em clubes menores. Suas carreira não teve grandes feitos, foram apenas 40 jogos pela liga e nenhuma honra maior. Mas como treinador conseguiu um enorme êxito, primeiro com o Northampton Town entre 1908 e 1912, time que levou ao título da competição semi-profissional (que forma a pirâmide do futebol inglês) Southern Football League.
O sucesso logo fez os grandes clubes voltarem os olhos para Chapman. Chapman mudou-se para o Leeds City onde atuou até o início da Primeira Guerra Mundial. Ao fim da guerra, o Leeds City foi personagem de um grande escândalo de pagamentos ilegais e acabou fechando as portas. Chapman também foi acusado e posteriormente banido do futebol, porém recorreu e saiu vitorioso. Reiniciou sua carreira no Huddersfield Town, ganhando uma FA Cup e duas Football League num espaço de quatro anos.
Em 1925, o Arsenal se interessou em Chapman, o técnico deu ao clube os mesmos títulos da FA Cup e dois da Football League. Ele foi o responsável pela construção do Arsenal que foi dominante da década de 30, sendo campeão de cinco títulos da Premier League. Porém ele não viveu para ver este feito. Faleceu rapidamente de uma Pneumonia em 1934, com 55 anos.
Além de um grande vencedor, que levou o Huddersfield Town e o Arsenal a vários títulos, Chapman foi também um dos grandes responsáveis pela modernização do jogo. Ele introduziu novos esquemas táticos e melhorias nas práticas de treinamento. Introduziu várias inivações, tais como utilização de refletores de iluminação, competições de clubes a nível europeu e a utilização de uniformes numerados, recebendo várias honras póstumas em reconhecimento.

## História
Chapman nasceu próximo a Rotherham, em Kiveton Park. Seu pai, John, era mineiro, mas Hebert conseguiu uma vaga na Universidade de Sheffield (então chamada Sheffield Technical College), onde estudou Engenharia de minas.
Chapman era de uma família de onze filhos e interessada em esportes. Dois de seus irmãos foram jogadores de futebol profissionais. O mais bem sucedido foi seu irmão mais novo, Harry, que atuou pelo Wednesday no início dos anos 1900, vencendo duas Football League e uma FA Cup. Seu irmão mais velho, Tom, jogou no Grimsby Town enquanto que, seu outro irmão Matthew se tornou diretor no mesmo clube.

## Carreira como jogador
A carreira de Herbert foi irregular e sem grandes feitos. Grande parte de sua carreira atuou como amador. Adequava-se e jogava no clube que estivesse perto de seu trabalho, adequando as duas rotinas. Jogou como juvenil no Kiveton Park Football Club, antes de sair de casa em 1895. Se mudou para Ashton-under-Lyne e atuou como amador no extinto Ashton North End Football Club, depois jogou no Stalybridge Rovers e também no Rochdale A.F.C.(1896) (já extinto e sem referencias com o atual Rochdale A.F.C.) – clubes integrantes da Liga de Lancashire. Chapman era um ponta direita, não era genial, mas compensava a falta de habilidade com força e robustez.
Em 1898, ele se juntou ao seu irmão Tom na Segunda Divisão pelo Grimsby Town. Passou a ser um jogador profissional na Football League. Chapman não podia se sustentar ainda e começou a trabalhar nas proximidades do clube como  Advogado para pagar as contas. A temporada do Grimsby começou mal – estavam na parte de baixo da tabela nas proximidades do Natal quando uma humilhante derrota por 7x0 para o Preston North End na FA Cup, terminanod em décimo na temporada de 1898–99. Então Chapman mudou de posição. Virou Centroavante, posição que ele não estava familiarizado. Acabou dispensado pelo Grimsby e foi para o Swindon Town, jogou três partidas e marcou dois gols, mas acabou deixando o clube, pois não conseguiu trabalhar como advogado na região. Mudou-se e iniciou a nova temporada no Sheppey United F.C., que acabou nas últimas posições da Southern Football League na temporada 1899–1900.[carece de fontes?] Chapman foi o artilheiro do United, mas se machucou e acabou novamente encontrando emprego na região. Desanimado, voltou para sua cidade natal e acabou no Worksop Town F.C. na Midland Football League em 1900–01. Voltou aos estudos no Old Firth College in Sheffield.
Os estudos fizeram ele se afastar um pouco e só atuar na equipe reserva do Worksop, quando num jogo contra o Northampton Town ele acabou chamando a atenção. Recebeu uma proposta e foi atuar finalmente como um real profissional em 1901. Jogou no Northampton em toda temporada 1901–02, terminando como artilheiro com 14 gols em 22 jogos pelo clube. Nesta temporada, ele brilhou na FA Cup numa partida contra o Sheffield United, levando-os para oferecer um contrato de Chapman no final da temporada; Chapman aceitou, mas voltou a ser um amador, pois suas habilidades como engenheiro. Ele jogou 22 partidas e marcou duas vezes para o United, mas lutava para manter seu lugar em uma equipe cheia de internacionais, e foi vendido para o Notts County por £300 no fim da temporada 1902–03. Chapman tornou-se profissional de novo, mas só fez sete jogos em dois anos, marcando uma vez.
Em 1904, Chapman voltou para seu antigo clube da cidade de Northampton, jogando uma boa temporada, emprestado pelo Notts County, antes de ser transferido de forma permanente em 1905 para Tottenham Hotspur por £70. Ele marcou onze gol na temporada 1905–06. ele passou 1906–07 às vezes jogando, às vezes não, marcando apenas três gols. Com a temporada chegando ao fim, ele decidiu que precisava de "um bom tempo para viver" e decidiu deixar o Tottenham e o futebol profissional, para prosseguir sua carreira na engenharia.

## Chapman, o "manager"

### Northampton Town
Em 1907, como estava prestes a deixar os "Spurs", ele recomendou Walter Bull para o Northampton Town, como seu novo treinador. Bull inicialmente aceitou, mas depois desistiu. Assim Herbert Chapman iniciou como treinador.  Chapman mudou de ideia sobre aposentar-se e concordou em se tornar jogador-treinador do Northampton Town. O Northampton havia passado duas Southern League sofríveis antes da nomeação de Chapman, depois de assumir, Herbert renovou a vida do clube, fazendo-o crescer rapidamente.[carece de fontes?]
Naquela época, poucas equipes utilizavam esquemas táticos. Chapman observou que "Ninguém se organiza para vencer. O máximo que vejo é uma conversa informal entre, digamos, dois homens que jogam do mesmo lado do campo."." Como técnico, ele procurou mudar isso; depois de ver Northampton perder para Norwich City apesar de ter dominado, Chapman disse que "uma equipe pode atacar por muito tempo". ele formulou um esquema tático para sua equipe; baseou-se na queda pelas alas defensivas (do meio campo) voltando, para os atacantes ganharem mais espaço e tirarem os defensores da Grande área, insentivando sua defesa a passar pela mesma situação. Gradually, ele criou um estilo de altamente organizado, de Contra-ataque, que estava em desacordo com a ortodoxia da época. Foi altamente eficaz; o jogador do Swindon Town e da Seleção Inglesa Harold Fleming, após perder por 4x1 em casa para o Northampton, rasgou elogios a Chapman: "Você tem algo mais do que uma equipe: você tem uma máquina."
Para permitir que seu sistema para alcançar seu pleno potencial, Chapman incentivou seu presidente de gastar dinheiro em novos jogadores, incluindo um recorde do clube, por £200 o jogador da Seleção Galesa de Futebol Edwin Lloyd-Davies, que hoje continua sendo o jogador que mais foi capitão do Northampton, o ponteiro Fred McDiarmid e o meia criador de jogadas David McCartney. Com este novo talento, em sua primeira temporada no comando, Chapman levou Northampton para o oitavo lugar, com novas contratações adicionais, como homem de frenteAlbert Lewis vindo do  Coventry City, ele usou isso como um trampolim para conquistar o título da Liga Sul em 1908–09,[carece de fontes?] com Lewis acabando como artilheiro.
Chapman se aposentou como jogador fazendo sua última partida contra o Watford em janeiro de 1909, mas foi hábil e contratou com muita qualidade e olho clínico para capturar talentos. Futuras estrelas da Seleção Inglesa, como Fanny Walden. Como campeões Southern League, o Northampton perdeu a Charity Shield por 2x0 para o Newcastle United,[carece de fontes?] e apesar de não conquistar o título da Liga novamente durante o reinado de Chapman como "manager", acabou sempre entre os quatro primeiros de cada uma das seguintes três temporadas. Além disso, eles provaram seu valor na FA Cup contra clubes da First Division, destruindo o Wednesday e indo contra o Nottingham Forest e Newcastle United para os replays, perdendo por 1–0 nas duas vezes.
Chapman estava ansioso para levar o Northampton Town à Football League, mas em regras para acessos e descessos de divisão, a relação com a liga tornou-se difícil. Chapman propôs então a Football Alliance uma bifurcação da Football League, com regras de promoção e queda de equipes (um sistema semelhante ao da configuração do campeonato com quatro divisões introduzido em 1921), mas a proposta foi rejeitada de imediato. No fim da temporada de 1912, foi-lhe oferecido a oportunidade de comendar o Leeds City, da Second Division, e com a bênção de Northampton se mudou para o norte novamente.

### Leeds City
O Leeds City terminou a temporada antes da chegada de Chapman em 19º na Second Division. Chapman contratou novos talentos, como Jimmy Speirs do Bradford City e apesar de algumas atuações irregulares, o City terminou em sexto em 1912–13. Na temporada de estreia de Chapman. O público no Elland Road subiu de uma média de 8.500 para 13.000 em seu primeiro ano, com uma equipe ofensiva que marcou 70 gols, o segundo melhor ataque da divisão.
Com reforços na defesa, a forma do City melhorou ainda em 1913–14, chegando em quarto lugar, dois pontos fora da zona de promoção. Apesar de ter falhado em sua promessa de fazer o time subir de divisão dentro de dois anos, o aumento de públicoo, resultando em melhores lucros para o clube manteve os diretores felizes e confiantes na promoção em 1914-15. Entretanto, com o início da Primeira Guerra Mundial e a temporada interrompida, além das várias perdas de atletas que se alistaram para lutar. Chapman resolveu formar um grupo grande de atletas, que sem muito entrosamento, tirou a consistência da equipe e fez ele mudar inúmeras vezes os escalados para o jogo. Assim, o Leeds City perdeu seis de seus últimos oito jogos da temporada para terminar apenas décimo quinto.
A Liga de futebol foi suspensa pelo resto da guerra, e o Leeds City ficou jogando em competições regionais. Com muitos jogadores fora de combate ou terem deixado o jogo devido à queda nos salários, Leeds se baseou fortemente em jogadores convidado durante estes jogos. Chapman, por sua vez, decidiu ajudar o esforço de guerra, ocupando o cargo de gerente de uma indústria bélica  em Barnbow, em 1916. Durante dois anos, o treinador assistente, George Cripps fez o papel de Chapman no lado administrativo, enquanto o presidente Joseph Connor e outro diretor assumiu o comando da equipe.
Chapman voltou ao Leeds City após as hostilidades cessarem, mas demitiu-se de repente em dezembro de 1918, mudando-se para Selby para assumir uma posição como superintendente em uma empresa de Coque e Petróleo. Nenhuma razão foi dada para a sua demissão. Porém, isso durou pouco. Na temporada 1919–20, o Leeds City foi acusado por um ex-jogador de irregularidades financeiras, incluíndo pagamentos ilegais a jogadores convidados durante os jogos de guerra. Nenhuma prova documental foi produzida, mas a recusa do Leeds em permitir que as autoridades tivessem acesso a seus registros financeiros foi considerada um sinal de culpa, e a equipe foi banida da Football League em Outubro de 1919. Cinco funcionários do clube, incluindo Chapman, foram expulsos do futebol. O clube foi dissolvido, os jogadores leiloados e seu estádio Elland Road assumido pelo recém-formado Leeds United.